# Plano invariable
| Año    | Júpiter | Saturno | Urano | Neptuno |
| ------ | ------- | ------- | ----- | ------- |
| 2009   | 0.32°   | 0.93°   | 1.02° | 0.72°   |
| 142400 | 0.48°   | 0.79°   | 1.04° | 0.55°   |
| 168000 | 0.23°   | 1.01°   | 1.12° | 0.55°   |

El plano invariable de un sistema planetario, también llamado plano invariable de Laplace, es el plano que pasa por su baricentro (centro de masa) perpendicular al vector de su momento angular. En el sistema solar, alrededor del 98% de este efecto es producido por los momentos angulares de la órbita de los cuatro planetas jovianos (Júpiter, Saturno, Urano y Neptuno). El plano invariable es de 0.5° al plano orbital de Júpiter, y puede ser considerado como el promedio ponderado de todas las órbitas planetarias y planos rotacionales.
Este plano es a veces llamado el "Laplaciano" o "plano de Laplace" o el "plano invariable de Laplace", aunque el plano de Laplace con mayor frecuencia se refiere al concepto relacionado con la precesión del plano orbital. No se deben confundir, sin embargo, surgen de la obra de (y por lo menos a veces el nombre de) el astrónomo francés Pierre Simon Laplace. Las dos son equivalentes solo en el caso de que todos los perturbadores y las resonancias estén lejos del cuerpo de precesión. El plano invariable deriva simplemente de la suma de momentos angulares, que es "invariable" sobre todo el sistema, mientras que el plano de Laplace puede ser diferente para diferentes objetos en órbita dentro de un sistema. Laplace llamado el plano invariable, el plano de superficies máximas, donde el área es el producto del radio y su cambio de horario diferenciado dR/dt, es decir, su velocidad, multiplicada por la masa.
| Terrestres        | Mercurio | 7.01° | 3.38°  | 6.34° |
| Terrestres        | Venus    | 3.39° | 3.86°  | 2.19° |
| Terrestres        | Tierra   | 0°    | 7.155° | 1.57° |
| Terrestres        | Marte    | 1.85° | 5.65°  | 1.67° |
| Gigantes gaseosos | Júpiter  | 1.31° | 6.09°  | 0.32° |
| Gigantes gaseosos | Saturno  | 2.49° | 5.51°  | 0.93° |
| Gigantes gaseosos | Urano    | 0.77° | 6.48°  | 1.02° |
| Gigantes gaseosos | Neptuno  | 1.77° | 6.43°  | 0.72° |

## Descripción
La magnitud del vector de momento angular orbital de un planeta es {\displaystyle L=RMV}, donde {\displaystyle R} es el radio orbital del planeta (desde el baricentro), {\displaystyle M} es la masa del planeta, y {\displaystyle V} es la velocidad orbital. La de Júpiter aporta la mayor parte del momento angular del Sistema Solar, el 60,3%. Luego Saturno en un 24,5%, Neptuno en 7,9%, y Urano en 5,3%. El Sol forma un contrapeso a todos los planetas, porque está cerca del baricentro cuando Júpiter está en un lado y los otros tres planetas jovianos son diametralmente opuestas en el otro lado, pero el Sol se mueve a 2.17 radios solares de distancia desde el baricentro cuando todos los planetas jovianos están en línea en el otro lado. Los momentos angulares orbitales del Sol y los planetas no jovianos, lunas y menores cuerpos del sistema solar, así como las cantidades de movimiento de rotación axial de todos los cuerpos, incluyendo el Sol, el total de solo el 2%.
Si todos los cuerpos del sistema solar fueran puntos de masas, o si la distribución de cuerpos rígidos fuera de forma esférica de masa simétrica, luego un plano invariable definido en órbitas solo, sería verdaderamente invariable y que constituirían un marco de referencia inercial. Pero casi ninguno lo es, lo que permite la transferencia de una cantidad muy pequeña de los momentos de rotación axial de revoluciones orbitales debido a la fricción de las mareas y de los cuerpos no esféricos. Esto causa un cambio en la magnitud del momento angular, así como un cambio en su dirección (precesión), ya que los ejes de rotación no son paralelos a los ejes de la órbita. Sin embargo, estos cambios son muy pequeños en comparación con las cantidades de movimiento angular total del sistema, y para casi todos los fines de que el plano puede considerarse invariable cuando se trabaja con la dinámica de Newton.

## Posición
Todos los planos de las órbitas planetarias bambolean alrededor de todo el plano invariable, lo que significa que gira alrededor de su eje, mientras que sus inclinaciones para esta varean, las cuales son causadas por la perturbación gravitacional de otros planetas. La de la Tierra rota con un período de casi 100.000 años y con una inclinación que varía de 0.1° a 3°. Si a largo plazo se llevan a cabo los cálculos[cita requerida] con respecto a la eclíptica actual, que está inclinado con respecto al plano invariable en alrededor de 1.5°, el cual parece rotar con un período de 70,000 años y una inclinación que varía entre 0° y 4°. En concreto, la órbita de la Tierra (la eclíptica) está inclinado con respecto al plano invariable en 1°34'59"−18"T, donde T es el número de siglos, desde 1900. Para J2000.0 el valor es de 1°34'43.3". La inclinación de la órbita de Júpiter en el plano invariable varía en el rango de 14'-28 '.